# David J. Thouless
David James Thouless (ur. 21 września 1934 w Bearsden, East Dunbartonshire, zm. 6 kwietnia 2019 w Cambridge) – brytyjski fizyk związany z University of Washington w Seattle, laureat Nagrody Nobla w dziedzinie fizyki w 2016 roku.

## Praca naukowa
Na początku lat 70. XX wieku David Thouless i Michael Kosterlitz wykorzystali pojęcia topologii, dziedziny matematyki, do opisania przejść fazowych w cienkich warstwach w niskich temperaturach. Materia występuje w różnych fazach, na przykład jako gaz, ciecz lub ciało stałe. W bardzo niskich temperaturach mogą występować nietypowe fazy, takie jak nadprzewodnictwo czy nadciekłość. Później Thouless wyjaśnił również kwantowy efekt Halla, czyli skokowe zmiany przewodnictwa elektrycznego w cienkich warstwach.

## Życiorys
W roku 1952 wstąpił do Trinity Hall na Uniwersytecie Cambridge, gdzie studiował fizykę. Był pierwszym absolwentem tego kolegium, który otrzymał Nagrodę Nobla .
W 1958 obronił rozprawę doktorską na Cornell University, w Ithaca, w stanie Nowy Jork. Jego promotorem był przyszły laureat Nagrody Nobla Hans Bethe. W 1961 opublikował Quantum Mechanics of Many-Particle Systems. W latach 1965–1978 był profesorem fizyki na University of Birmingham, w latach 1979–1980 profesorem na Yale, a od 1980 profesorem University of Washington w Seattle (od 2003 profesor emerytowany). W 1990 był laureatem Nagrody Wolfa.
W 2016 został laureatem Nagrody Nobla w dziedzinie fizyki wraz z Duncanem Haldane’em i Johnem M. Kosterlitzem za teoretyczne odkrycia topologicznych przejść fazowych i topologicznych faz materii. David J. Thouless otrzymał połowę nagrody.
David Thouless jest żonaty i ma troje dzieci.